# 九畹溪
九畹溪，也称九湾溪，位于中国湖北省西部秭归县境内，是长江上游右岸支流。当地政府修建宜昌九畹溪风景区，为国家4A级旅游景区。

## 特点
相传屈原曾在此植兰，《楚辞·离骚》有“余既滋兰之九畹兮”诗句。九畹溪发源于秭归县西部与长阳县交界处的云台荒，蜿蜒向东北流经秭归县的杨林桥镇、九畹溪镇（原周坪乡、芝兰乡）等地，于九畹溪村穿过九畹溪大桥后汇入长江三峡库区。河长41.3千米，流域面积592平方千米，河宽40～100米，河道平均坡降17.3‰，水深一般0.8米。年均流量14.9立方米每秒。九畹溪滩多水急，两岸多奇峰，风景秀丽，下游已开发为九畹溪旅游探险漂流河段。河口右岸为三峡西陵峡的牛肝马肺峡。
2007年11月，国家旅游局根据申报，对其进行检验验收，认定为国家4A级旅游景区。当地发现在悬崖峭壁上有七孔岩棺葬，时期为周朝至汉朝。

## 图库

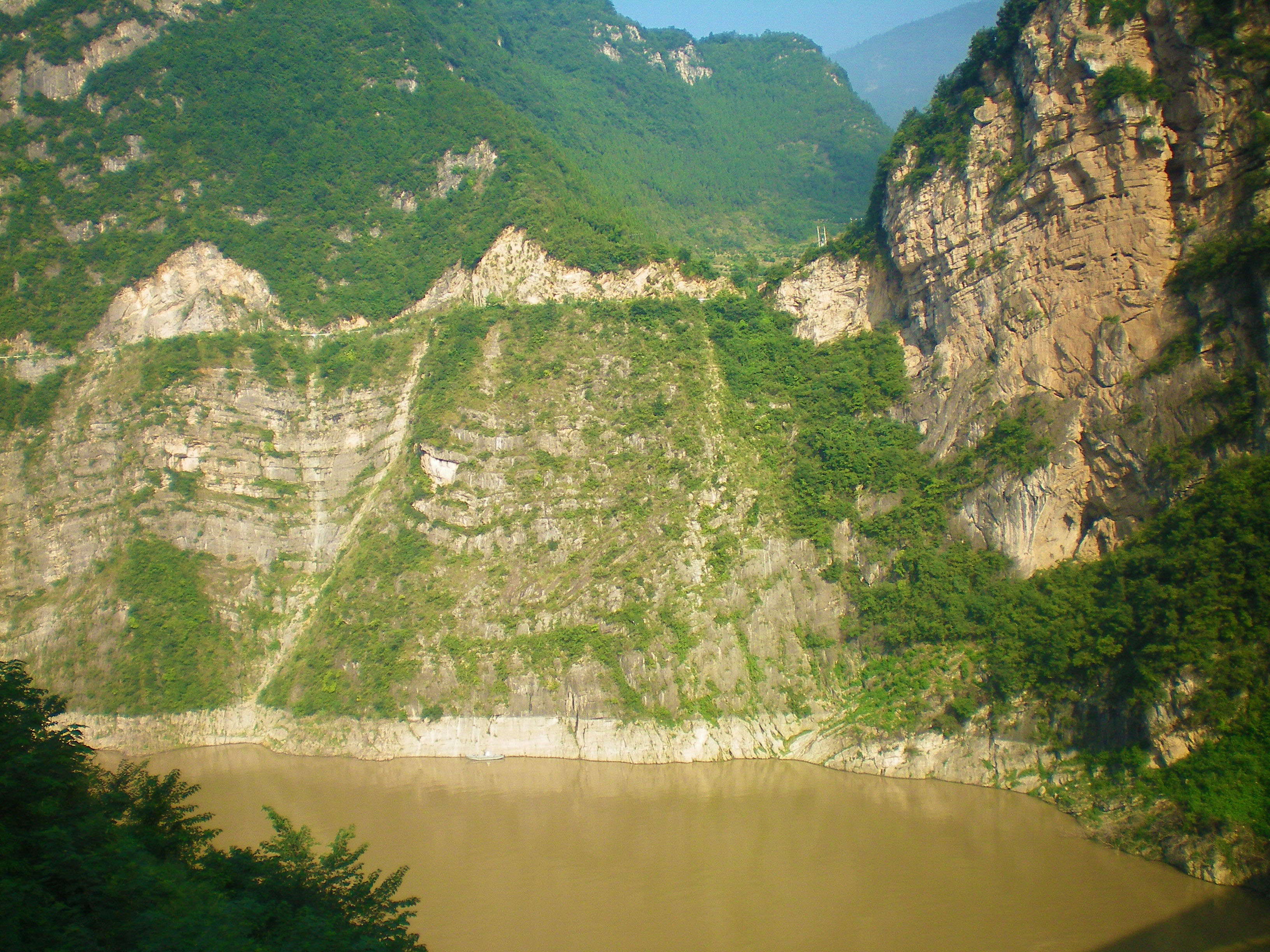
九畹溪大坝
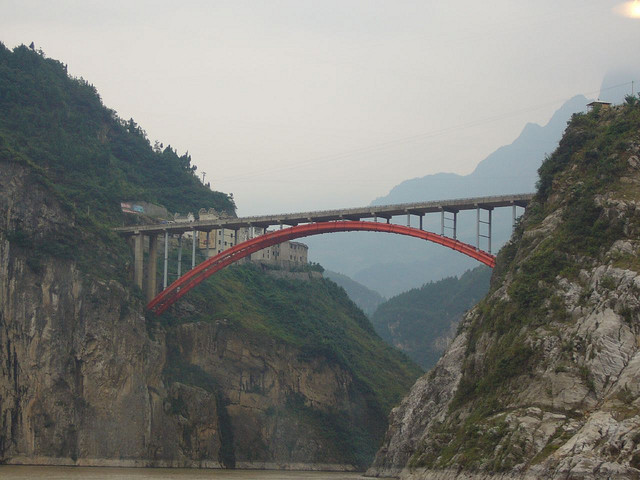
九畹溪大桥
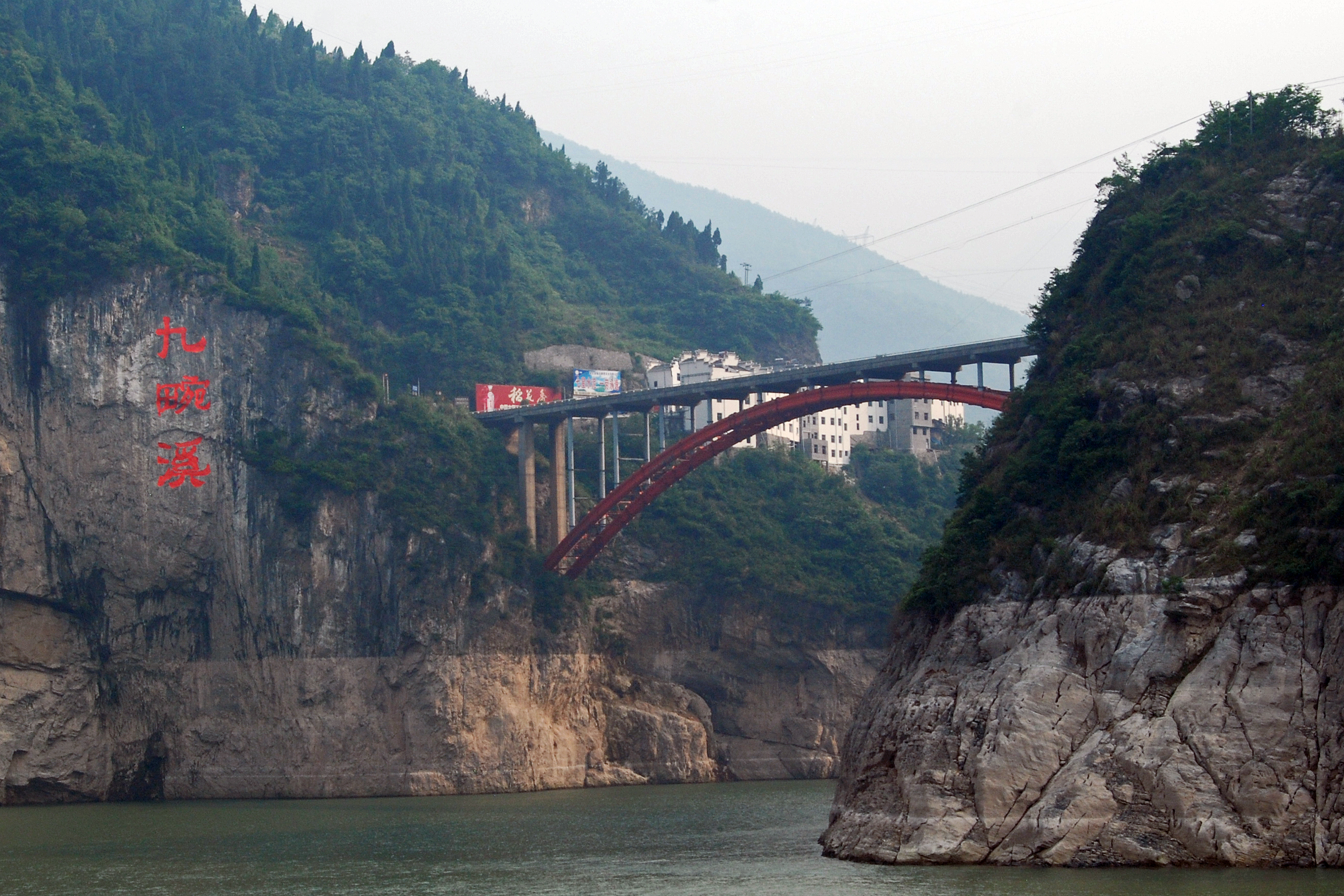
九畹溪大桥